# 逃した魚
『逃した魚』（のがしたさかな）は、back numberの1枚目のミニアルバム。

## 解説
- インディーズ時期のデビューアルバム。
- ジャケット裏には「あなたが逃した魚はこんなに大きくなりました」と書いてある。
- 歌詞カードの裏には、これまでの彼女に宛てたと思われる「すべての物語とその終わりに感謝します」という言葉が書かれてある。
- 無音・シークレットトラックが存在し、7曲入りとなっているが実際にはそれらを含め、9曲入りとなっている。

## 収録曲
| 全作詞・作曲: 清水依与吏、全編曲: back number。 |                                                                               |            |            |      |
| #                                               | タイトル                                                                      | 作詞       | 作曲・編曲 | 時間 |
| 1.                                              | 「重なり」                                                                    | 清水依与吏 | 清水依与吏 | 4:10 |
| 2.                                              | 「春を歌にして」                                                              | 清水依与吏 | 清水依与吏 | 6:16 |
| 3.                                              | 「sympathy」                                                                  | 清水依与吏 | 清水依与吏 | 5:08 |
| 4.                                              | 「then」                                                                      | 清水依与吏 | 清水依与吏 | 3:45 |
| 5.                                              | 「海岸通り」                                                                  | 清水依与吏 | 清水依与吏 | 4:13 |
| 6.                                              | 「KNOCK」                                                                     | 清水依与吏 | 清水依与吏 | 4:13 |
| 7.                                              | 「西藤公園」                                                                  | 清水依与吏 | 清水依与吏 | 5:41 |
| 8.                                              | 「(Empty Track)」(シークレット・トラック)                                     | 清水依与吏 | 清水依与吏 |      |
| 9.                                              | 「back numberのpizza small world!! (ラジオコーナー)」(シークレット・トラック) | 清水依与吏 | 清水依与吏 |      |
| 合計時間:                                       | 合計時間:                                                                     | 33:26      |            |      |

### 曲解説
1. 重なり
2. 春を歌にして
  - PVが制作されている。
  - 後のベストアルバム『アンコール』にも収録されている。
3. sympathy
4. then
5. 海岸通り
6. KNOCK
7. 西藤公園
  - タイトル名は清水の地元群馬県太田市にある「西藤中央公園」からとったもの。
  - PVが制作されている。
8. (Empty Track)
  - このトラックは制作上の意図により楽曲が収録されていない。また、シークレットトラック扱いの為、歌詞カードやジャケットには曲目が掲載されていない。
9. 「back numberのpizza small world!!」(ラジオコーナー)
  - こちらもシークレットトラック扱いの為、歌詞カードやジャケットには曲目が掲載されていない。